# Bim Sherman
Bim Sherman (Westmoreland Parish, 1950. február 2. – London, 2000. november 17.), jamaikai énekes, dalszerző.

## Pályafutása
Bim Sherman 1974-es bemutatkozó kislemeze, a „One Hundred Years in Babylon” nagy figyelmet kapott. Sherman azonban mindig a saját útját járta, nem volt hajlandó semmilyen dalt előadni, csak a saját maga által írt dalokat. 1976-ban kénytelen volt létrehozni saját kiadóját (Scorpio and Red Sea), ugyanis a Kingston stúdió elfordult tőle. Kislemezeit az utcáin árulta. 1978-ban a brit Tribesman Records korai munkáiból összeállította  a „Love Forever” című lemezt (amelyet később újrakeverve is kiadtak).
Az 1980-as években Angliába költözött, ahol csatlakozott az Adrian Sherwood producer által vezetett On-U Sound csoporthoz. 1982-ben Sherman felvette az Across the Red Sea-t, majd megalapított egy saját kiadót, és megjelentette a Century című nagylemezt, utána pedig a Crazy World és a Haunting Ground, majd  Miracle következett 1996-ban.
Bim Sherman a reggae-zene egyik legmaradandóbb alakja. Generációja legelismertebb énekese volt. Összetéveszthetetlenül tiszta hangja a jamaicai zenei élet egyik kiemelkedő képviselőjévé teszi.

## Albumok
- 1979: Lovers Leap Showcase
- 1981: 35 Years From Alpha (Headley Benett & Bim Sherman)
- 1982: Across The Red Sea
- 1982: In A Rub A Dub Style (Bim Sherman Meets Horace Andy & U Black)
- 1982: War Of Words (Singers & Players Featuring Bim Sherman)
- 1984: Danger
- 1986: Haunting Ground
- 1988: Ghetto Dub
- 1989: African Rubber Dub, Vol. 2
- 1990: Haunting Ground
- 1997: Miracle

Kislemezek
- 1975: Tribulation
- 1975: Golden Stool
- 1975: Valley of Tears
- 1975: 100 Years
- 1975: Trying
- 1976: My Brethren
- 1977: Mighty Ruler
- 1977: Ever Firm
- 1979: Golden Locks / Tribulation
- 1979: Lightning and Thunder
- 1979: My Woman
- 1979: Love Jah Only
- 1983: Happiness / Exile Dub
- 1989: The Power
- 1993: Winey Winey
- 1996: Solid As a Rock
- 1996: Bewildered
- 1997: It Must Be a Dream
- 1997: Can I Be Free from Crying
- 1998: Earth People
- 1998: Heaven